# Plataplochilus
Plataplochilus – rodzaj ryb karpieńcokształtnych z rodziny piękniczkowatych (Poeciliidae).

## Klasyfikacja
Gatunki zaliczane do tego rodzaju:
- Plataplochilus chalcopyrus
- Plataplochilus loemensis
- Plataplochilus miltotaenia
- Plataplochilus mimus
- Plataplochilus ngaensis
- Plataplochilus pulcher
- Plataplochilus terveri